# 斯蒂芬·斯彭德
斯蒂芬·斯彭德（英語：Stephen Harold Spender，1909年2月28日—1995年7月16日），英国诗人、小说家、散文家，其作品多关注社会正义的缺失和阶级斗争，牛津大学大学学院毕业，1965年成为美国国会图书馆任命的美国桂冠诗人。